# Hase Hase
Hase Hase (französisch Lapin Lapin) ist eine Komödie von Coline Serreau, die 1986 uraufgeführt wurde; Regie führte Benno Besson.

## Handlung
Der Hauptdarsteller der Komödie Hase Hase ist Hase Hase selbst. Er ist Außerirdischer und wurde zur Erde gesandt, um zu erforschen, ob die Menschheit noch zu retten ist. Zusammen mit seiner Mutter und seinem Vater wie auch mit Bébert, dem ältesten Sohn der Familie, lebt er in einer sehr kleinen Wohnung, und sie leben ein scheinbar normales Leben. Doch plötzlich kommt alles anders als erwartet: Der dritte Sohn der Familie taucht unerwartet auf, da er wegen Ausweisfälschungen von der Polizei verfolgt wird. Wenig später taucht dann eine der zwei Töchter der Familie auf, da sie sich mit ihrem Mann zerstritten hatte und sie sich deswegen scheiden lassen will. Als die andere Tochter kurz davor ist, ihrem Zukünftigen das Ja-Wort zu geben, entscheidet sie sich anders, antwortet mit „Nein“ und zieht kurz darauf wieder bei ihren Eltern ein. Ihr nun Exmann, der Lucie eigentlich nur ihre Sachen vorbeibringen wollte, bleibt ebenfalls im Haus wohnen. Als letztes zieht auch noch die einsame, ältere Nachbarin ein, deren Sohn sie nie besuchen kommt. So leben schließlich elf Personen in der kleinen Wohnung. 
Als der Vater bekannt gibt, dass er arbeitslos und sein Sohn Hase soeben von der Schule verwiesen worden sei, ruht alle Hoffnung auf dem ältesten Sohn der Familie, der ein Medizinstudium abschließen will. Doch auch er ist wie sein jüngerer Bruder im Untergrund aktiv und verteilt Waffen an Terroristen. Bei einer plötzlichen Explosion in der Nähe des Hauses verschwinden Bébert und Hase spurlos. Kurz darauf wird bekannt, dass Bébert auf der Polizeiwache festgehalten wird. Die Familie setzt alles daran, den Jungen zu befreien und stößt dabei auf Hase und den Sohn der älteren Nachbarin. Sie können ihn befreien, und die Menschheit wird gerettet.